# Jan Dirk van Wassenaer van Rosande
Jan Dirk baron van Wassenaer, heer van Rosande (Bennekom, Huis Noordereng, 7 juli 1851 − 's-Gravenhage, 23 juni 1914) was een Nederlands politicus.

## Familie
Van Wassenaer was een telg uit het adellijke geslacht Van Wassenaer en was bekend onder de naam Van Wassenaer van Rosande. Hij was een zoon van mr. Willem Frederik Hendrik baron van Wassenaer, heer van Weurt en den Briellaard (1820-1892), lid van Provinciale Staten van Gelderland, en Justine Goverdine Jeanne Adolphine gravin van Rechteren (1828-1892). Hij was een broer van mr. Otto Jacob Eifelanus van Wassenaer van Catwijck.
Van Wassenaer trouwde in 1881 met jkvr. Maria Adriana van Sypesteyn (1854-1941), tot haar huwelijk hofdame van prinses Maria van Pruisen, telg uit het geslacht Van Sypesteyn; uit dit huwelijk werden drie dochters geboren, onder wie:
- Adriana Justine Civile barones van Wassenaer, vrouwe van Rosande (1882-1944); trouwde in 1902 met jhr. mr. dr. Herman Adriaan van Karnebeek (1874-1942), minister;
- Anna Cornelia barones van Wassenaer (1883-1959), oprichter en voorzitter van het Algemeen Steunfonds voor Inheemse Behoeftigen; trouwde in 1904 met jhr. mr. Bonifacius Cornelis de Jonge (1875-1958), minister en gouverneur-generaal van Nederlands-Indië.

## Loopbaan
Van Wassenaer diende vanaf 1873 bij de Marine, laatstelijk als luitenant-ter zee 2e klasse (1873-1881). In 1887 werd hij gemeenteraadslid van 's-Gravenhage. Vanaf 1898 trad hij toe tot het provinciaal bestuur van Zuid-Holland waar hij van 1901 tot 1904 gedeputeerde was. In dat laatste jaar werd hij lid van de Eerste Kamer der Staten-Generaal, hetgeen hij 10 jaar zou blijven. Hij behoorde tot de antirevolutionairen, maar ging later over naar de vrij-antirevolutionairen (christelijk-historischen), tot slot naar de CHU.
Van Wassenaer bekleedde vele nevenfuncties. Hij was onder andere rentmeester van kasteel Sypesteyn dat aan de familie van zijn echtgenote toebehoorde. Hij was voorts vicevoorzitter van de vereniging Onze Vloot. Hij was coadjutor van de Ridderlijke Duitsche Orde, Balije van Utrecht. Hij diende als hofdienaar, als eerste na zijn huwelijk als kamerheer van prinses Hendrik (Maria van Pruisen), daarna als kamerheer i.b.d. van koning Willem III en koningin Wilhelmina.
Van Wassenaer was Ridder in de Orde van de Nederlandse Leeuw en Ridder in de Orde van de Eikenkroon. Hij overleed in 1914 op 62-jarige leeftijd.
- Biografisch Portaal: 99653585
- Digitale Bibliotheek voor de Nederlandse Letteren: wass112
- Parlement.com: vg09llcuv6xv